# Europawahl in Frankreich 1984
- Kommunisten (PCF): 10
- Sozialisten (PS): 20
- Liberaldemokraten (UDF): 12
- Europäische Volkspartei (UDF): 9
- Sammlungsbewegung d.Europäischen Demokraten  (RPR): 20
- Rechte (FN): 10

Die Europawahl in Frankreich 1984 fand am 17. Juni im Rahmen der EG-weiten Europawahl 1984 statt. In Frankreich wurden 81 der 434 Sitze im Parlament vergeben.

## Ergebnis
Die Wahlbeteiligung in Frankreich lag bei 56,7 %, vier Prozentpunkte niedriger als 1979 bei der ersten Direktwahl zum Europäischen Parlament.
Mit Abstand stärkste Kraft wurde die gemeinsame Liste der bürgerlichen Oppositionsparteien UDF und RPR, geführt von der ehemaligen Präsidentin des Europäischen Parlaments Simone Veil. Die linken Regierungsparteien PS und PCF mussten drei Jahre nach Beginn der Präsidentschaft des Sozialisten François Mitterrand starke Verluste hinnehmen. Besonders tief stürzten die Kommunisten, die fast die Hälfte ihrer Sitze verloren. Die rechtsextreme Front National von Jean-Marie Le Pen, die die Europawahl 1979 noch boykottiert hatte, kam aus dem Stand auf fast 11 Prozent. Mit ihren 10 Sitzen im Europäischen Parlament ermöglichte sie – zusammen mit dem ebenfalls gestärkten, neofaschistischen Movimento Sociale Italiano – erstmals die Bildung einer Fraktion der Europäischen Rechten.
Einen Monat nach der Wahl trat das Kabinett Mauroy zurück.
| Liste Partei(en) | Spitzenkandidat                               | Stimmen    | Anteil  | Sitze | ±   | Fraktion |
| --- | --------------------------------------------- | ---------- | ------- | ----- | --- | --- |
| Union de l'opposition pour l'Europe et la défense des libertés Union pour la démocratie française, Rassemblement pour la République                 | Simone Veil                                   | 8.683.596  | 43,03 % | 41    | +1  | Sammlungsbewegung der Europäischen Demokraten (20), Liberale und Demokraten (12), Europäische Volkspartei (9) |
| Liste socialiste pour l'Europe Parti socialiste | Lionel Jospin                                 | 4.188.875  | 20,76 % | 20    | −2  | Sozialisten                                                                                                   |
| Liste présentée par le Parti communiste français Parti communiste français, Union progressiste                                                      | Georges Marchais                              | 2.261.312  | 11,21 % | 10    | −9  | Kommunisten                                                                                                   |
| Front d'opposition nationale pour l'Europe des patries Front National                                                                               | Jean-Marie Le Pen                             | 2.210.334  | 10,95 % | 10    | +10 | Europäische Rechte                                                                                            |
| Les Verts – Europe écologie Les Verts | Didier Anger                                  | 680.080    | 3,37 %  | –     | –   | – |
| Entente radicale écologiste pour les États-Unis d'Europe (ERE) Union centriste radicale, Écologistes indépendants, Mouvement des radicaux de gauche | Olivier Stirn, Brice Lalonde, François Doubin | 670.474    | 3,32 %  | –     | –   | – |
| Au nom des travailleurs Lutte ouvrière | Arlette Laguiller                             | 417.702    | 2,07 %  | –     | –   | – |
| Réussir l'Europe (Unabhängige der UDF) | Francine Gomez                                | 382.404    | 1,89 %  | –     | –   | – |
| Pour un parti des travailleurs (Parti communiste internationaliste)                                                                                 | Marc Gauquelin                                | 182.320    | 0,90 %  | –     | –   | – |
| Différents, de gauche, en France, en Europe – La troisième liste de gauche Parti socialiste unifié, CDU                                             | Serge Depaquit                                | 146.238    | 0,72 %  | –     | –   | – |
| Union des travailleurs indépendants pour la liberté d'entreprendre (UTILE) (diverse Rechte)                                                         | Gérard Nicoud                                 | 138.220    | 0,68 %  | –     | –   | – |
| Initiative 84 (diverse Rechte) | Gérard Touati                                 | 123.642    | 0,61 %  | –     | –   | – |
| Pour les États-Unis d'Europe Union des fédéralistes européens                                                                                       | Henri Cartan                                  | 78.234     | 0,39 %  | –     | –   | – |
| Parti ouvrier Européen | Jacques Cheminade                             | 17.503     | 0,09 %  | –     | –   | – |
| Summe | Summe                                         | 20.180.934 |         | 81    | ±0  | |